# هيرويوكي هاياشي (منافس ألعاب قوى)
هيرويوكي هاياشي (باليابانية: 林弘幸) هو منافس ألعاب قوى ياباني، ولد في 5 سبتمبر 1973.

## وصلات خارجية
- هيرويوكي هاياشي على موقع الاتحاد الدولي لألعاب القوى (الإنجليزية)